# Maison d'Aleksa Pušeljić à Čačak
La maison d'Aleksa Pušeljić à Čačak (en serbe cyrillique : Кућа Алексе Пушељића у Чачку ; en serbe latin : Kuća Alekse Pušeljića u Čačku) se trouve à Čačak et dans le district de Moravica, en Serbie. Elle est inscrite sur la liste des monuments culturels protégés de la république de Serbie (identifiant no SK 901),,.

## Présentation
La maison a été construite en 1905, comme en témoigne une inscription portée sur la façade.

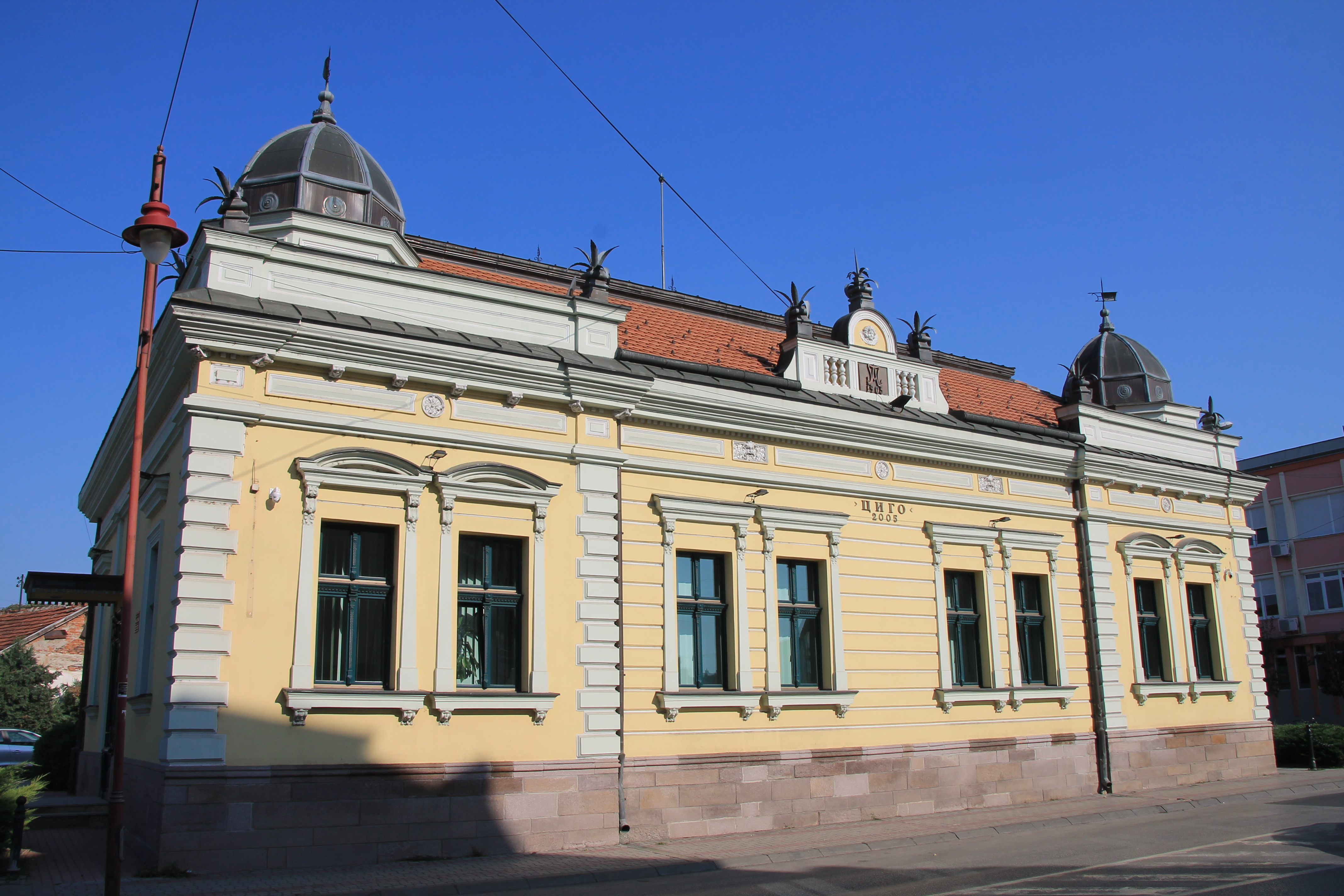
Détail d'une des façades.
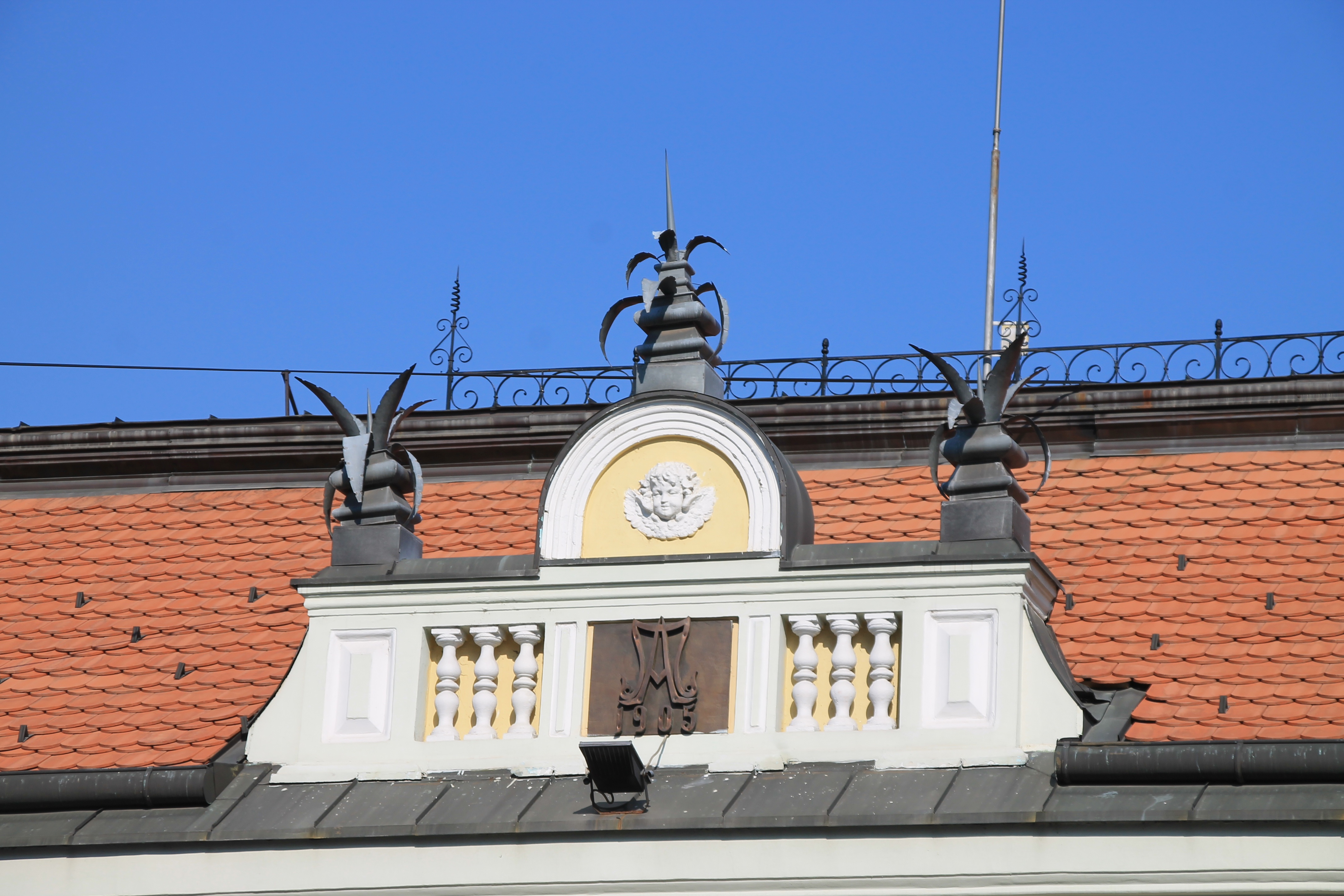
Détail de la même façade avec l'année de la construction.